# Holetown
Holetown é uma cidade da paróquia de Saint James, localizada na costa ocidental de Barbados. Foi o local em que os primeiros colonizadores ingleses permanentes aportaram em 1625. Originalmente foi chamada de Jamestown, em homenagem ao rei James I da Inglaterra.
É atualmente uma das mais importantes e maiores cidades do país caribenho. Na cidade acontece anualmente o Holetown Festival, um festival de artesanato, música e desfiles históricos.